# ألفرد أ. كنوبف جونيور
ألفرد أ. كنوبف جونيور (بالإنجليزية: Alfred A. Knopf, Jr.) هو ناشر أمريكي، ولد في 17 يونيو 1918 في وايت بلينس في الولايات المتحدة، وتوفي في 14 فبراير 2009.